# Silivri (districte)
Silivri és un districte d'Istanbul, Turquia, situat en la part europea de la ciutat.

## Mahalleler
Alibey  ·  Alipaşa  ·  Büyükçavuşlu  ·  Cumhuriyet  ·  Çanta Fatih  ·  Çanta Mimarsinan  ·  Fevzipaşa  ·  Fatih  ·  Gazitepe  ·  Gümüşyaka  ·  İsmetpaşa  ·  Kadıköy  ·  Kavaklı Cumhuriyet  ·  Kavaklı Hürriyet  ·  Küçükkılıçlı  ·  Mimarsinan  ·  Ortaköy  ·  Piripaşa  ·  Selimpaşa  ·  Semizkumlar  ·  Yenimahalle  ·  Yolçatı